# Palm Springs North
Palm Springs North est une census-designated place du comté de Miami-Dade, dans l'État de Floride, aux États-Unis,. En 2020, elle compte une population de 5 030 habitants.